# نورتلند پاور
نورتلند پاور (انگلیسی: Northland Power) شرکت برق کانادایی است، که در سال ۱۹۸۷ توسط جیمز تیمرتی تأسیس شد.